# Цапок, Марфа Андреевна
Марфа Андреевна Цапок — свинарка совхоза «Гудермесский» Гудермесского района Чечено-Ингушской АССР, Герой Социалистического Труда.

## Биография
Русская. Родилась на территории современного Ставропольского края. С детства работала в сельском хозяйстве. С 1950-х годов работала в свинаркой в совхозе «Гудермесский». Свиноферма, на которой она работала, располагалась в пригороде Гудермеса. Марфа Цапок на протяжении многих лет добивалась хороших показателей в работе, неоднократно становилась победительницей социалистического соревнования.
22 марта 1966 года указом Президиума Верховного Совета СССР за успехи в труде ей было присвоено звание Героя Социалистического Труда с вручение ордена Ленина.
В 1968 году она стала пенсионером союзного значения. Жила в пригороде Гудермеса. Дата смерти неизвестна.